# Bahía de Îles de Mai
La Bahía de Îles de Mai (en francés: Baie des Îles de Mai; literalmente Bahía de las Islas de Mayo) es una bahía de Saint-Laurent, que se encuentra en el territorio de Port-Cartier en la región administrativa de la Côte-Nord, en la provincia de Quebec al este de Canadá. Debe su nombre a las islas de mayo, que están en alta mar y dentro de ella.
Esta área consiste en una bahía compuesta de playas accesibles a través de senderos y varias pequeñas islas frente a la bahía.